# Xbox
Xbox és una consola de joc de 128 bits de Microsoft. Xbox és la primera videoconsola de sobretaula produïda per Microsoft, en col·laboració amb Intel i Nvidia. La Xbox va ser desenvolupada per a competir contra la PlayStation 2 de Sony i la Gamecube de Nintendo com a part de les videoconsoles de sisena generació.
La seva principal característica és el processador central basat en el processador Intel Pentium III. El sistema incorpora un lector de DVD, un disc dur intern, port ethernet i disposa de quatre connectors per als comandaments.
L'arquitectura de la Xbox està basada en l'arquitectura x86 similar a la del PC. Això ha facilitat als desenvolupadors adaptar un gran nombre de títols del PC a la Xbox, ajudant a ampliar el catàleg de jocs de la consola.
Després del llançament, Microsoft va començar a treballar en un successor utilitzant una arquitectura diferent. A final del 2005, es va llançar la Xbox 360 com a successora de la Xbox. El 2006, Microsoft retira del mercat la Xbox, per a així dedicar-se a la comercialització de la Xbox 360. Les unitats venudes d'aquest equip foren 24 milions de consoles, segons les xifres oficials.

## Història
Xbox va ser la primera videoconsola de sobretaula produïda per Microsoft, en col·laboració amb Intel. La seva principal característica és el seu processador central basat en el processador Intel Pentium III. El sistema també incorpora un lector de DVD, un disc dur intern, port ethernet i finalment el sistema disposa de quatre connectors per als comandaments. Les unitats venudes d'aquest equip van ser 24 milions de consoles, segons les xifres oficials.

### Antecedents
Abans que Microsoft s'introduís al mercat de videoconsoles amb un sistema basat en l'arquitectura del PC, ja existien companyies que havien presentat consoles del tipus Xbox com fou la companyia de computadors personals Apple. La Pippin fou la videoconsola que va ser desenvolupada per Apple, però no va tenir l'èxit esperat i va ser retirada del mercat.
El 1998, Microsoft va col·laborar amb Sega en l'adaptació del sistema operatiu Windows CE per a la videoconsola Dreamcast.
Van existir bastants casos de consoles basades en un ordinador, generalment amb pobres resultats.
- La Sega Master System va fer el camí invers en llançar l'ordinador domèstic Sega SC-3000.
- L'Amstrad GX4000 és una versió retallada de la gamma Amstrad CPC Plus.
- L'Atari XE, aquesta basada en la gamma de computadores Atari 65XE.
- La Commodore 64 Games System (Superconsola C64 a Espanya) és un Commodore 64 sense teclat.
- Les Zemmix són una gamma de consoles basades en MSX, MSX2 i MSX2+ amb un èxit local a Corea del Sud.
- L'Amiga CD32 es basa en el Commodore Amiga 1200. És un dels pocs casos amb un èxit relatiu.
- La Pippin va ser una videoconsola que va desenvolupar Apple basada en els seus equips Mac PowerPC per emular el sistema de llicenciar-ho a tercers com ja feia la 3DO Interactive Multiplayer. És des de lluny el major fracàs d'aquest tipus de conversions.

El 1998, Microsoft va col·laborar amb Sega, en l'adaptació del sistema operatiu Windows CE per a la videoconsola Dreamcast. La hi va dotar de teclat i ratolí, però els jocs que els van suportar són escassos, A més la majoria de videojocs se saltaven el sistema operatiu per esprémer el maquinari de la Dreamcast.
En la seva generació, Sony va llançar per la PlayStation 2 Linux per la PlayStation 2, una distribució oficial de Linux només comercialitzada al Japó, on l'espai reduït de l'habitatge és un problema crònic. Per això el suport de disc dur IDE del seu perifèric d'interfície de xarxa.

### Desenvolupament
La Xbox va ser desenvolupada per un petit equip de desenvolupadors de videojocs contractats per Microsoft. Microsoft va retardar en diverses ocasions la notícia de la seva nova consola, i finalment va ser revelat com a projecte a la fi de 1999, arran de les entrevistes amb Bill Gates. Gates va dir que un dispositiu de joc / entreteniment és essencial per a la convergència multimèdia en els nous temps de l'oci digital. El 10 de març de 2000, va ser confirmat el nou projecte Xbox, mitjançant un comunicat oficial de Microsoft.
Segons el llibre Smartbomb, per Heather Chaplin i Aaron Ruby, el notable èxit de la PlayStation de Sony va preocupar a Microsoft a finals dels anys 1990. El creixent mercat dels videojocs semblava amenaçar el mercat del PC, que Microsoft ha dominat i ha estat una de les seves grans fonts d'ingressos. A més, diversificaria la línia de productes de Microsoft com una empresa del mercat de jocs de consola, que fins a aquest moment s'havia concentrat molt al programari.
Segons el llibre de Dean Takahashi, "Opening the Xbox", va ser coneguda com a "DirectX-box", fent al·lusió de l'ús del DirectX en una consola de videojocs. El nom definitiu per a la seva comercialització va ser "Xbox", la consola encara va conservar una mica de la paraula DirectX, especialment la lletra "X" que forma el logotip del sistema.
Quan s'acostava el llançament de la consola, James Allard era el responsable del desenvolupament del maquinari i del programari; Ed Fries, del desenvolupament dels jocs en la plataforma, i Mitch Koch de vendes i màrqueting; els responsables informaven a Robbie Bach. Aquest equip de Microsoft també va ser responsable del desenvolupament de la Xbox 360.

### Llançament
Encara que la Xbox fou llançada una mica més tard que les consoles rivals, va tenir bones vendes i arribà a exhaurir-se a les botigues. Les dates de llançament als diferents països són les següents:
| País                  | Data de llançament     |
| --------------------- | ---------------------- |
| Estats Units          | 15 de novembre de 2001 |
| Japó                  | 22 de febrer de 2002   |
| Europa                | 14 de març de 2002     |
| Austràlia (i Oceania) | 14 de març de 2002     |

### Descontinuació de la consola
Després del llançament de la consola Xbox, Microsoft comença a treballar en la seva successora, la Xbox 360, que és llançada a la fi de 2005 i utilitza una arquitectura diferent. El 2008, Microsoft retira del mercat la Xbox, per així dedicar-se a la comercialització de la Xbox 360.
Quan Microsoft va descontinuar la consola el 2008, el servei en línia Xbox Live va seguir donant suport a la Xbox, però el 2010 va ser descontinuada en aquesta consola per centrar-se en el suport a la Xbox 360. En aquesta època, Microsoft ja es trobava treballant en la successora de la Xbox 360, la Xbox One.

## Vendes
| Regió                        | Milions d'unitats venudes      | Disponible             |
| ---------------------------- | ------------------------------ | ---------------------- |
| Japó                         | 0.53 a 1 de març de 2008       | 22 de febrer de 2002   |
| Estats Units                 | 16,42 a 1 de març de 2007      | 15 de novembre de 2001 |
| Europa                       | 7,81 a 1 de març de 2007       | 14 de febrer de 2002   |
| Total                        | 24,76 a 1 de març de 2007      |                        |
| Mundialment (dades oficials) | 24 milions a 1 de març de 2008 |                        |

Des del seu llançament al mercat, la Xbox aconsegueix experimentar un creixement econòmic accelerat que li ajuda a posicionar-se per davant de la Nintendo GameCube i obté una quota de mercat important. No obstant això, la Xbox no aconsegueix posicionar-se per davant de la PlayStation 2 de Sony (que a data del 20 de juny de 2008 portava venudes més de 140 milions d'unitats, 50 milions al mercat nord-americà), a causa que el sistema va ser llançat tard, a l'escassetat de videojocs en comparació de PlayStation 2 i la impopularitat que obté a diversos països com el Japó.
La Xbox va estar en el primer lloc de vendes en el Regne Unit (tercer país al mercat mundial de videojocs) i altres països com Mèxic, Brasil, Austràlia i Nova Zelanda. Va ocupar el segon lloc en vendes al mercat dels Estats Units (primer mercat mundial del sector) i Puerto Rico. A la resta dels països europeus va aconseguir el tercer lloc en vendes, molt a prop de Nintendo GameCube. A Espanya i Portugal, per exemple, les xifres de vendes eren de 300.000 GameCube enfront de 240.000 Xbox durant tota la seva vida útil. Per contra, les xifres de França i Alemanya donen clarament l'avantatge a la consola de Nintendo, que supera les 600.000 unitats, el doble del que apunta la consola de Microsoft.
No obstant això, a la fi de 2004, la Divisió Entertainment & Devices (divisió que fabrica la Xbox) va obtenir una pèrdua de 154 milions de dòlars al llarg del trimestre.
Es diu que l'estratègia de Microsoft no era el benefici sinó la penetració al mercat de les videoconsoles, principalment el mercat nord-americà, fins llavors dominat per Sony i Nintendo.

## Característiques tècniques

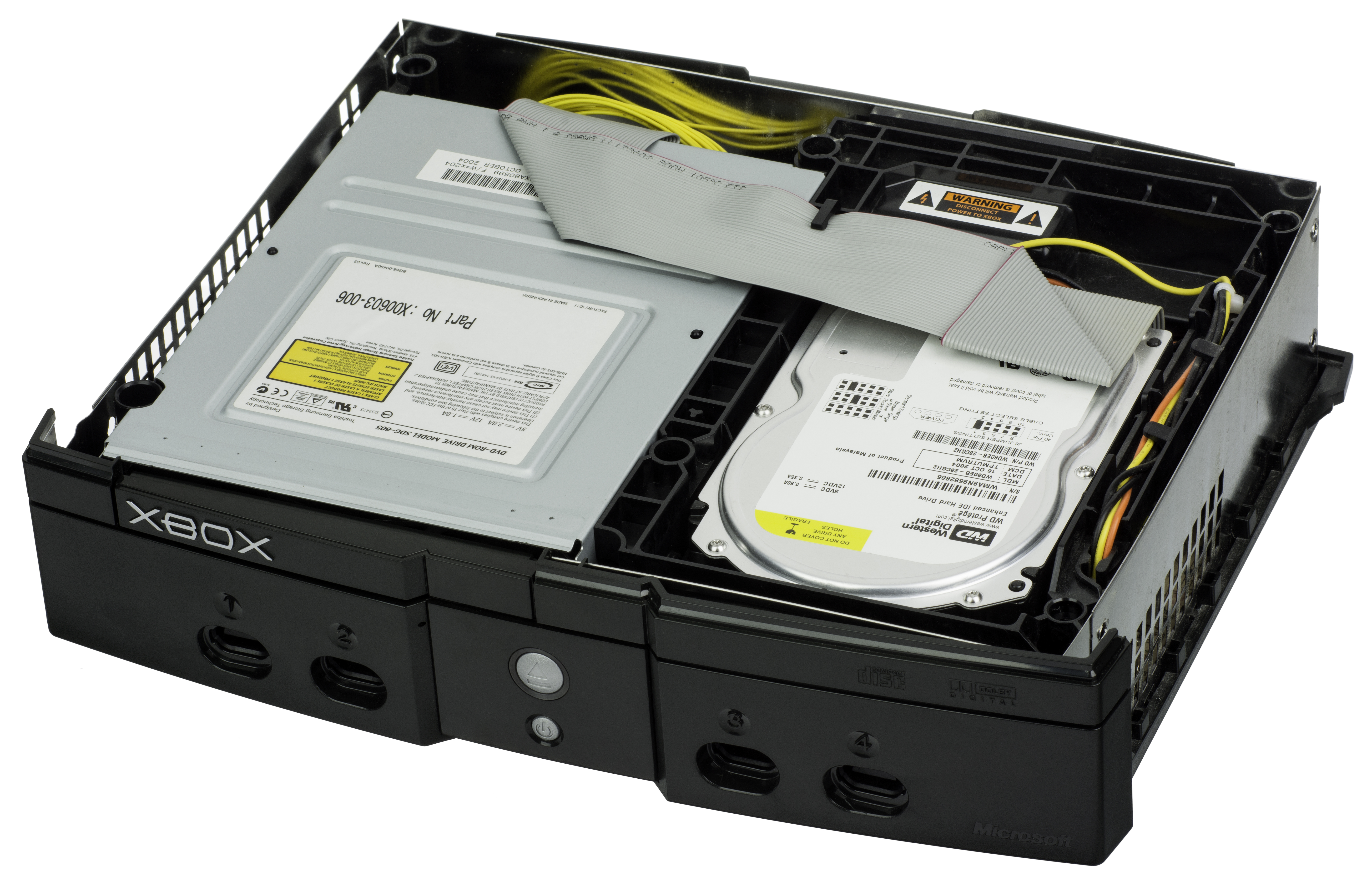
Consola Xbox desmuntada, que mostra la unitat de DVD i la unitat de disc dur.

Les característiques tècniques semblaven impressionants i dupliquen el potencial de la PS2 aproximadament. Entre les característiques més destacades disposa d'un processador a 733 MHz, un processador gràfic a 250 MHz (desenvolupat per Microsoft i nVidia) i un total de 64 MB de memòria. El processador central està basat en un xip Intel Pentium III i a nivell de gràfics equipara un dels potents acceleradors 3D de Nvidia, implantats principalment en el món dels PC. Disposa de quatre ports de joystick de sèrie, d'una targeta ethernet per poder connectar diverses màquines en xarxa local i també disposa de ports USB per connectar dispositius d'aquest tipus. Incorpora un ràpid lector de DVD i un disc dur de 8 Gb de capacitat on es poden gravar les partides i les millores o actualitzacions dels jocs.
El disseny de la carcassa consta d'una caixa negra (tipus PS2) d'uns 20 x 8 cm aproximadament i que incorpora una X de color verd a sobre de la tapa de la unitat de DVD.

## Maquinari i accessoris

### Maquinari

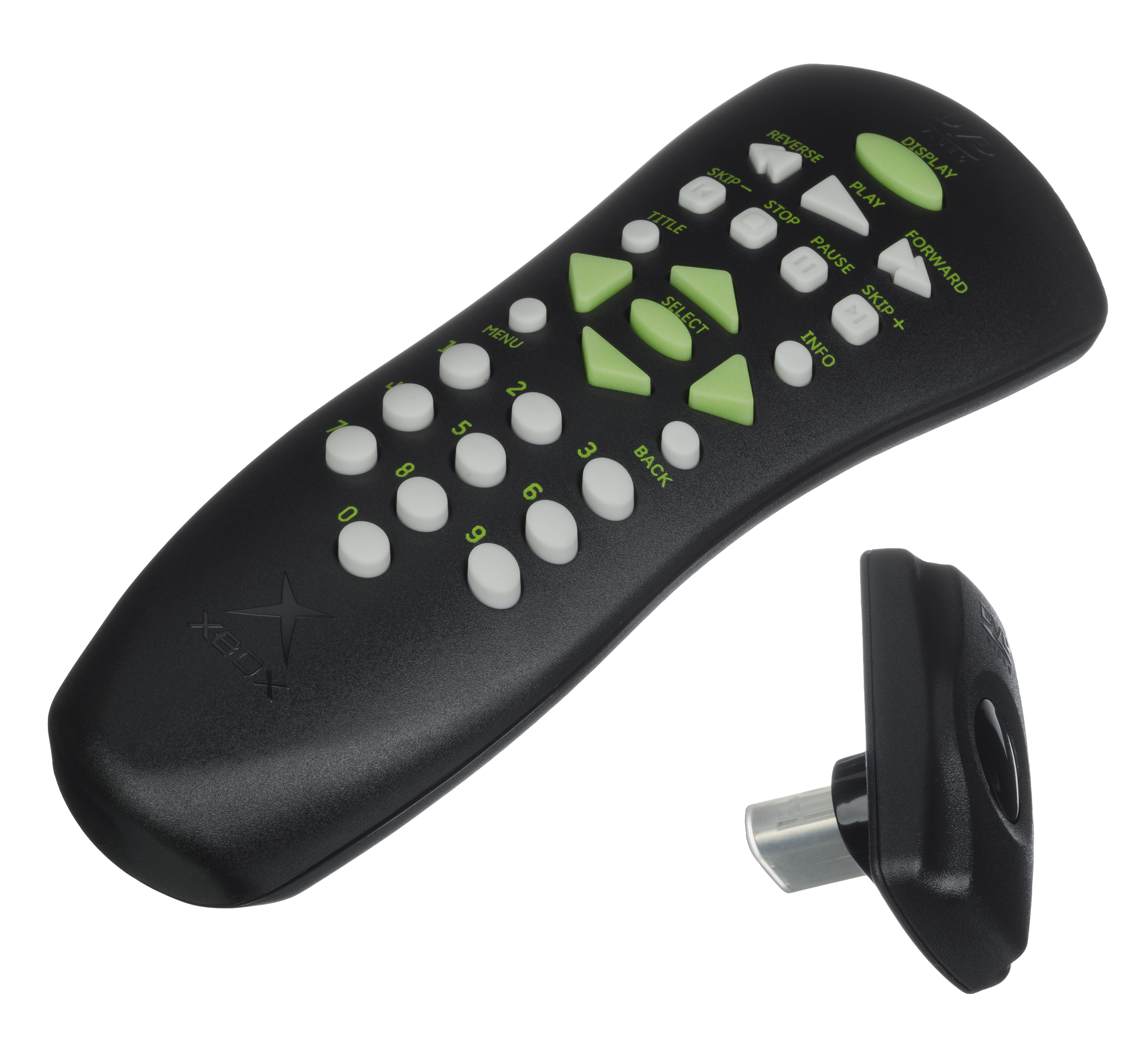
Xbox Control DVD.

La Xbox està basada en l'arquitectura x86, la mateixa tecnologia emprada en les computadores personals. L'equip compta amb un Processador Central de 32 bits, basat en el disseny del Pentium III, té una velocitat de rellotge de 733 MHz, té 64 MiB de RAM, del tipus DDR SDRAM i corre una velocitat de 200 MHz. A més incorpora un disc dur, (la grandària del qual és de 8 GB en el primer model i de 10 GB en models posteriors) usat primordialment per guardar jocs i els continguts descarregats a Xbox Live. El sistema incorpora quatre entrades S-USB (una modificació dels USB) per a controladors amb filferro. També incloïa un port RJ-45 Fast Ethernet.
Durant la fase de desenvolupament de la consola, hi havia 2 opcions per la CPU. Intel va presentar un xip basat en el nucli Coppermine dels seus Pentium III, mentre que AMD va presentar una proposta basada en la seva Athlon. Microsoft va optar per Intel.
A l'apartat gràfic, Microsoft va encarregar a nVidia aquesta tasca. Va desenvolupar 2 processadors: el controlador multimèdia i el xip gràfic pròpiament dit. L'IGP (Integrated Graphic Processor) és descendent del GeForce 3, situant-se en rendiment entre la versió GeForce 3 Titanium i el posterior Geforce 4 Titanium. Va rebre el nom en codi de NV2A.
El controlador multimèdia realitzava les tasques de reproducció de vídeo, decodificació d'àudio Dolby Digital i controlador de xarxa.
Aquests 2 processadors, basats en la gamma nForce d'nVidia, es connectaven entre ells a través d'un bus HyperTransport.

### Accessoris

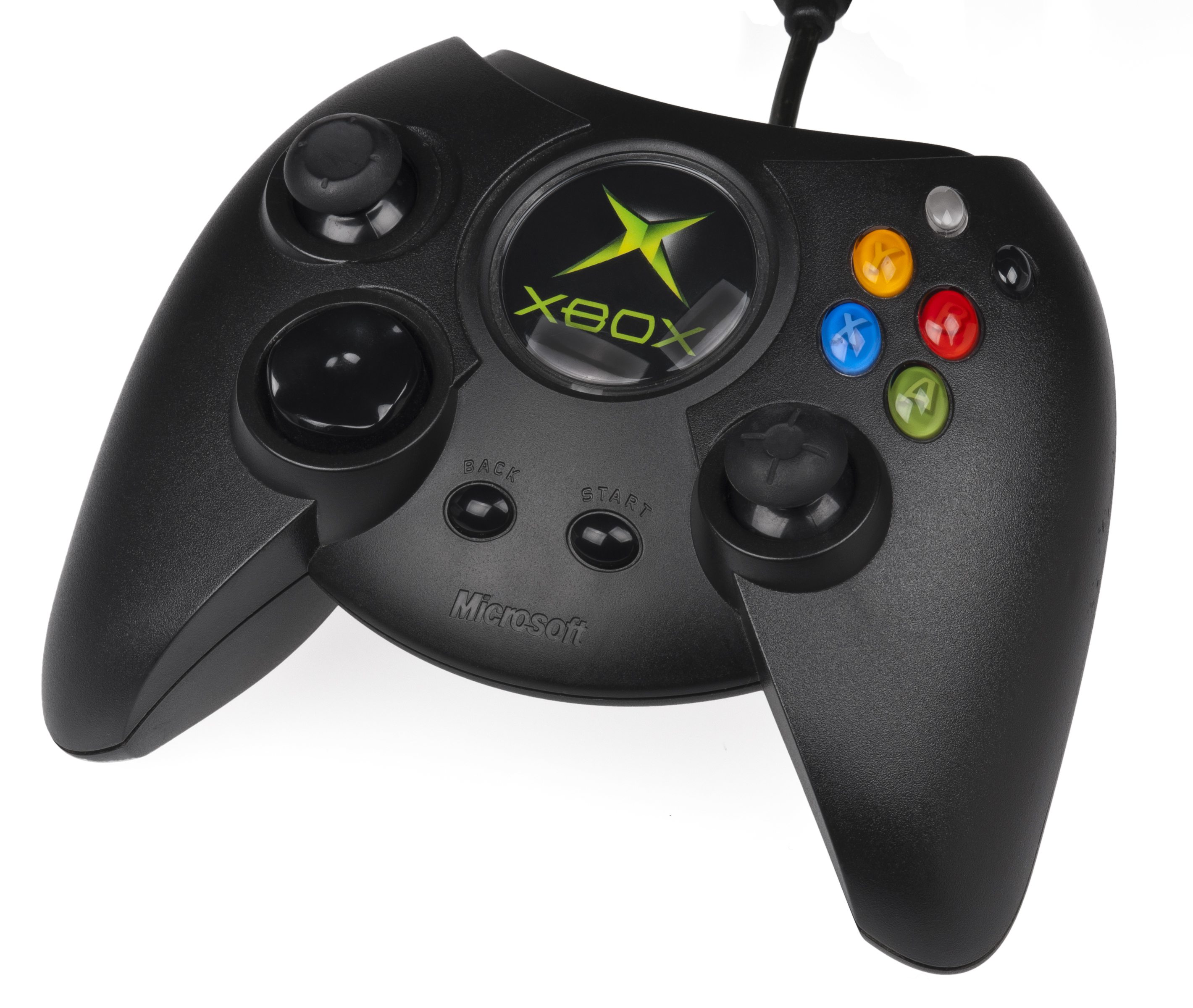
Control d'Xbox "Duke".

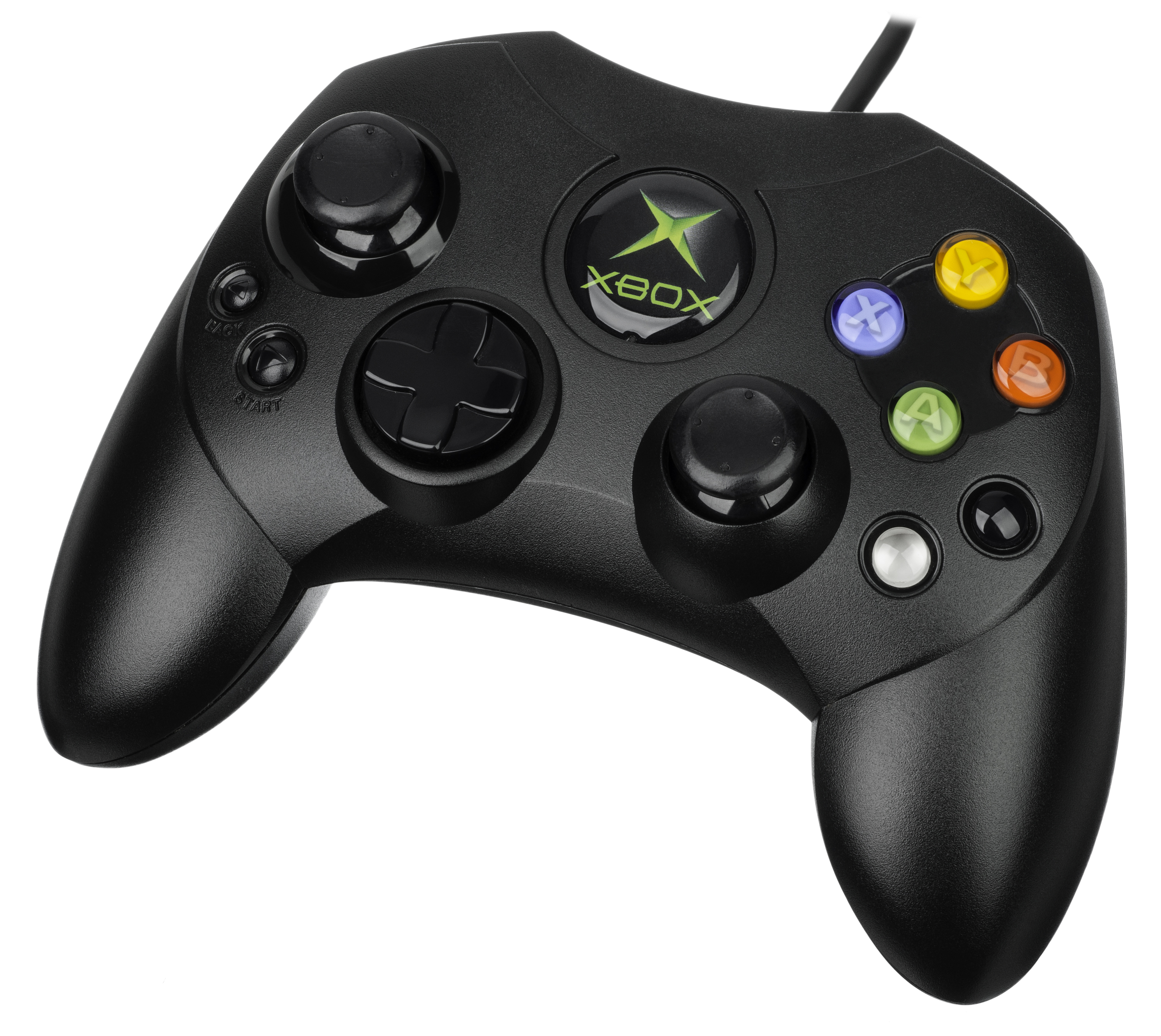
Control d'Xbox "S".

La Xbox posseeix una gran quantitat d'accessoris, com són targetes de memòries, cables d'àudio i vídeo.
- Adaptador RF Xbox: És un adaptador que permet connectar la Xbox a televisors que manquin de connexió d'àudio i vídeo.
- Cable estàndard de connexió àudio/vídeo Xbox: És un cable que permet connectar la consola a un televisor amb terminal d'entrada d'àudio i vídeo compost.
- Memòria Xbox: És una unitat de memòria portàtil la capacitat de la qual és de 8, 16 i 32 MB, serveix per emmagatzemar partides i poder transportar els arxius cap a altres consoles Xbox. Aquesta unitat és per a ús exclusiu amb controladors compatibles amb Xbox que tinguin ranures d'expansió de memòria.
- Auriculars: és un aparell que serveix per comunicar-se mitjançant partides multijugador a "XBOX LIVE".
- Control DVD: mitjançant un accessori connectat a les entrades principals de controls comuns, el mateix rep senyals del control en el seu lector infraroig, això permet gaudir les pel·lícules tal com es faria amb un DVD comú. És obligatori el connectar aquest dispositiu per a la reproducció d'un DVD.

## Suport de mitjans

### Disc
DVD de doble capa de 8.5 GB (Alguns jocs ocupaven més de 5GB com el Jade Empire o el Shenmue II i estaven en aquests DVD).
- DVD de 4,7 GB de capacitat.
- CD de 700 MB de capacitat.

### Música
- WMA Mitjançant CD originals es podien transferir la seva música al disc dur per posteriorment reproduir-la mentre jugaves a determinats jocs amb aquesta opció disponible.

### Vídeo
- DVD
- DVD-R

A partir d'aquí formats que pot reconèixer mitjançant programes no oficials amb prèvia modificació.

### Imatge
- JPG
- JPEG
- GIF
- PNG
- TIFF
- Windows Bitmap

### Vídeo
- MPEG-2
- MPEG-4
- MKV
- DivX
- VCD
- DVD
- WMV
- RM
- RMVB
- AVI
- MOV
- AVI
- FLV

### Compressió d'arxius
- XZip
- Zip
- Rar

## Entorn de desenvolupament
Per al desenvolupament de jocs a Xbox, els programadors compten amb un Kit de Desenvolupament.

### Kit de desenvolupament de programari

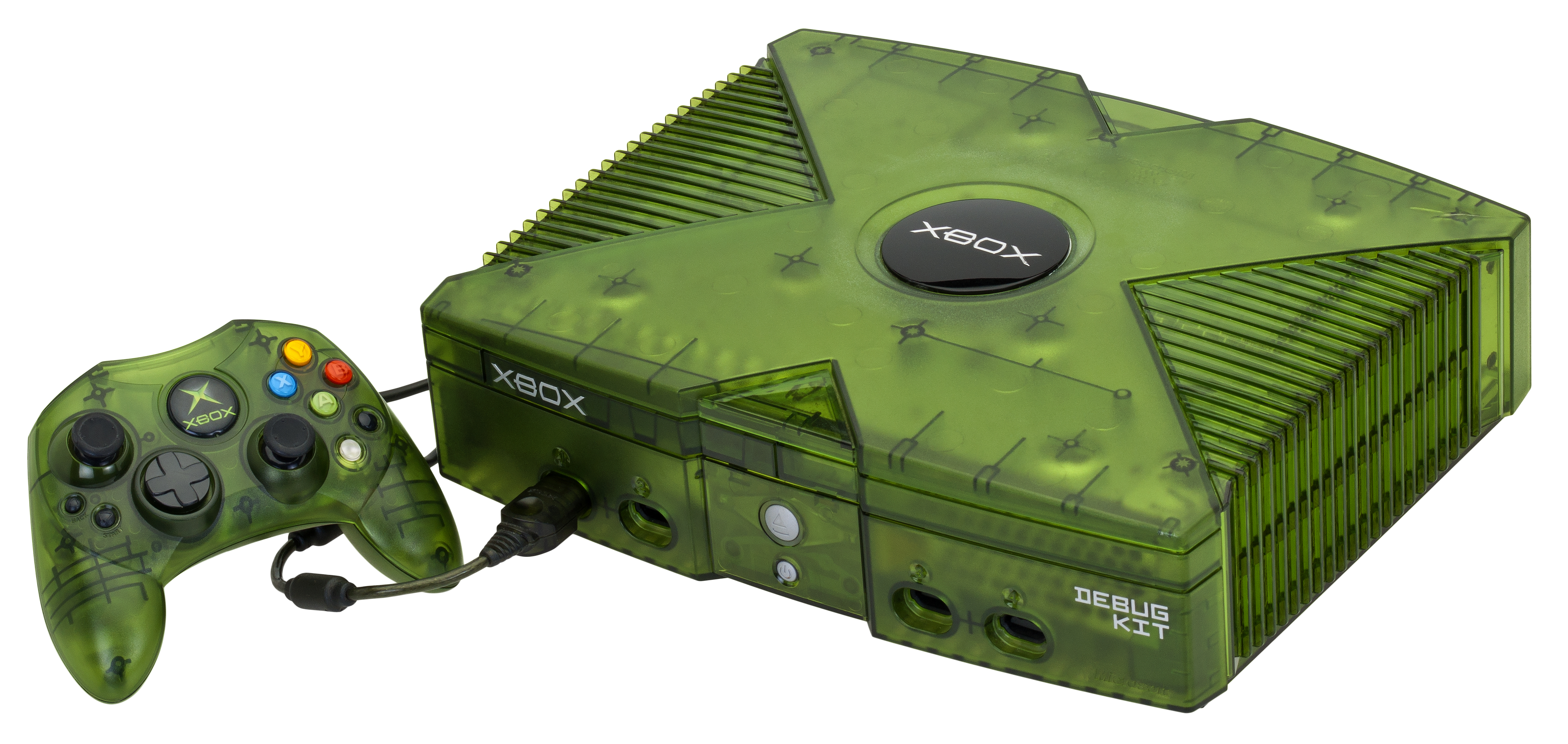
Xbox Debug Kit

Usualment abreujat SDK, és un conjunt d'eines que li permet al programador desenvolupar aplicacions per a cada plataforma com a computadores personals, equips portàtils, videoconsoles, etc. En utilitzar aquestes eines es poden crear videojocs, sistemes operatius, fulls de càlcul, navegadors, etc. Microsoft distribueix la seva pròpia versió de SDK, sota el nom Xbox Development Kit (abreujat XDK).
El kit de desenvolupament per Xbox està àmpliament basat a les biblioteques DirectX de Windows, tant que la major part del codi desenvolupat per a jocs Windows pot reutilitzar-se directament per a jocs d'Xbox. Els únics canvis que hi ha són els naturals tenint en compte que parlem d'una arquitectura tancada (coneguda), per la qual cosa no és necessari fer tasques com descobrir les capacitats del xip gràfic, crear una nova finestra, etcètera.

### Xbox Development Kit
XDK (Xbox Development Kit) és un programari creat per Microsoft per al desenvolupament de videojocs en la Xbox. El kit inclou compiladors, biblioteques, i l'opció d'interactuar amb el programa Microsoft Visual Studio .NET 2003. A més, en adquirir la llicència de desenvolupador autoritzat, es poden comprar equips de depuració Xbox, que permeten executar directament el codi generat pel compilador en la consola.

### XFAT i XISO
XFAT és el format de la partició del disc dur basada en el sistema FAT32 i XISO és el format d'assignació per a jocs d'Xbox.

## Videojocs
Això és únicament un petit llistat dels jocs més famosos desenvolupats per la Xbox al llarg de la seva història:
- Halo: Combat Evolved: és un joc desenvolupat per Bungie Programari i Microsoft Game Studios. És una de les franquícies principals i més populars de la Xbox. Els seus títols han ajudat a Microsoft a incrementar les vendes de les seves consoles.
- Halo 2: és un joc desenvolupat per Bungie Programari i Microsoft Game Studios. Seqüela de la saga d'Halo és el videojoc més venut de la Xbox, i un dels més aclamats per la crítica i pels usuaris. La seva excel·lent forma online (la qual va acabar el 14 d'abril de 2010) va revolucionar la forma online en les consoles.
- Star Wars: Cavallers de l'Antiga República: és un joc de la saga Star Wars la història de la qual transcorre 4.000 anys abans de l'Episodi I: l'amenaça fantasma. Desenvolupat per la corporació Bioware i la companyia Lucas Arts. Va ser guanyador del premi al joc de l'any del 2003 i va ser el joc més venut d'Xbox i PC de l'any.
- Star Wars: Cavallers de l'Antiga República 2: Els Senyors Sith: la seqüela aquesta vegada va ser desenvolupada per Obsidian Entertainment. Situada 4 anys després del primer joc, on després de la "guerra civil jedi" la purga jedi afecta a la república i a la galàxia. El joc va tenir molts bugs i faltaven parts de la història, però la seva interessant història va fer que tingués un relatiu èxit.
- Doom 3: és un joc desenvolupat, editat i distribuït per ID Programari i portat per a la consola per Vicarious Visions. Va comptar també amb l'expansió La resurrecció del mal.
- Project Gotham Racing: és un joc de carreres desenvolupat per Bizarre Creations, programat exclusivament per la Xbox com a seqüela del Metropolis Street Racing de Dreamcast. La temàtica d'aquest joc és guanyar diversos tornejos i comprar vehicles mitjançant punts ("kudos") que es vagin guanyant en els tornejos.
- Fable: és un joc de rol creat per Lionhead Studios per a plataformes Microsoft Windows i en la consola Xbox. Aquest joc consisteix a manejar un personatge que es va entrenant en el transcurs del joc i es té l'oportunitat de decidir el camí que prendrà el personatge, ja sigui el camí del bé o el del mal.
- Forza Motorsport: És un joc de carreres desenvolupat per Microsoft, similar a Gran Turismo, però més complet, amb model de danys, però amb millor qualitat gràfica, possibilitat de modificar (tunejar) els vehicles, entre moltes altres coses. És un dels últims jocs que es van desenvolupar per a aquesta consola i és exclusiu de la mateixa.
- The Elder Scrolls III: Morrowind: Amb una trama èpica, Morrowind, desenvolupat per Bethesda Softworks, va aconseguir arribar al cor dels més amants del rol. Un món enorme i molt detallat (en comparació de l'anterior lliurament) per descobrir, les possibilitats d'edició del personatge i l'aparició de la perspectiva en tercera persona van fer d'aquest joc una obra mestra. Existeixen diferents línies argumentals a part de la principal.
- Grand Theft Acte: Saint Andreas: És un joc sandbox de Rockstar Games per la consola Xbox, PlayStation 2, Xbox 360 i per a computadors. La temàtica, com la dels seus antecessors és controlar a un personatge, en aquest cas Carl Johnson, a l'estat de Saint Andreas, d'on va fugir cinc anys abans.

Dins del mateix catàleg d'Xbox hi ha un total de 1.162 jocs disponibles oficialment a la venda.